# Moldenhawera floribunda
Moldenhawera floribunda är en ärtväxtart som beskrevs av Heinrich Adolph Schrader. Moldenhawera floribunda ingår i släktet Moldenhawera och familjen ärtväxter. Inga underarter finns listade i Catalogue of Life.

## Bildgalleri

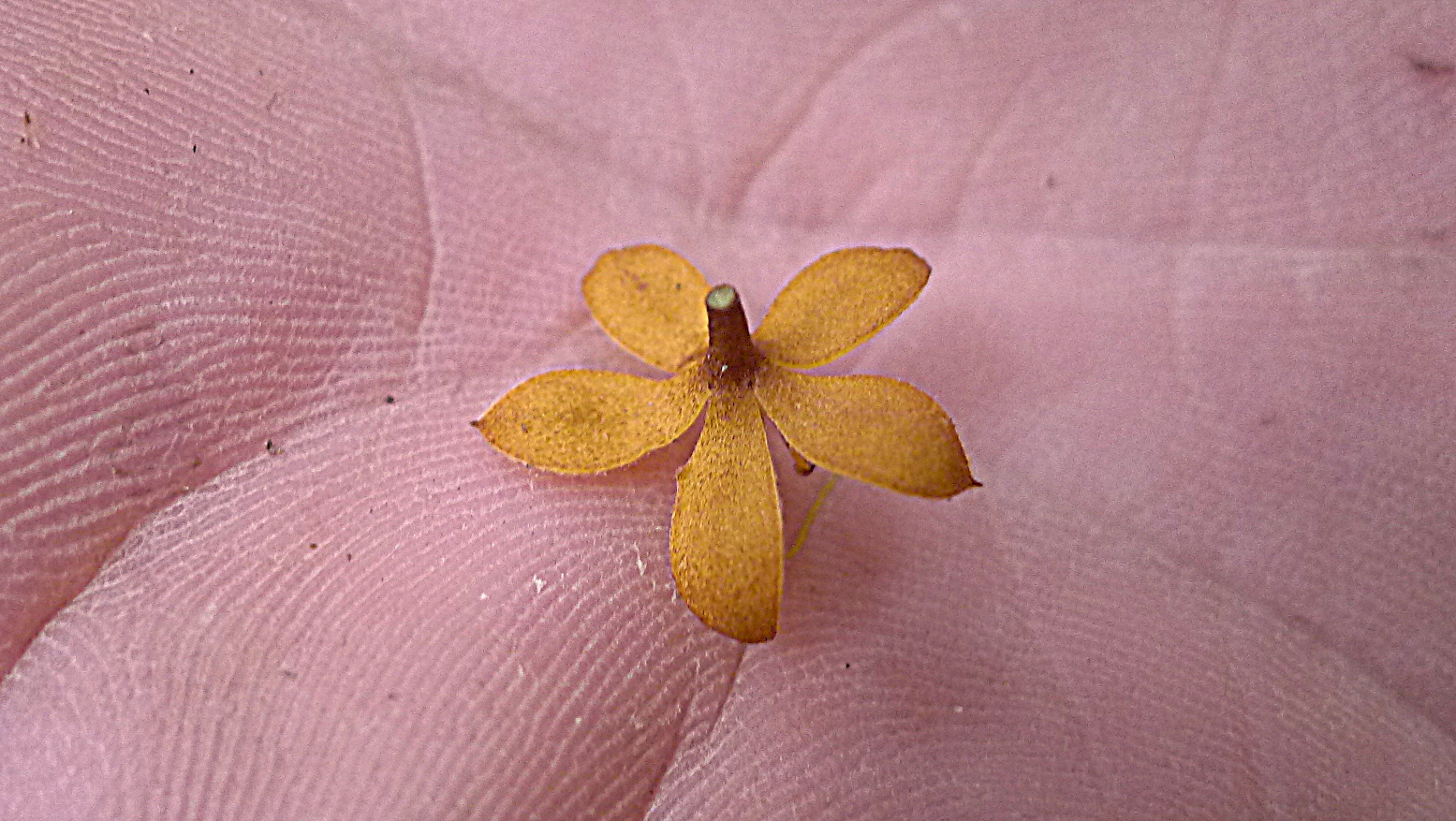
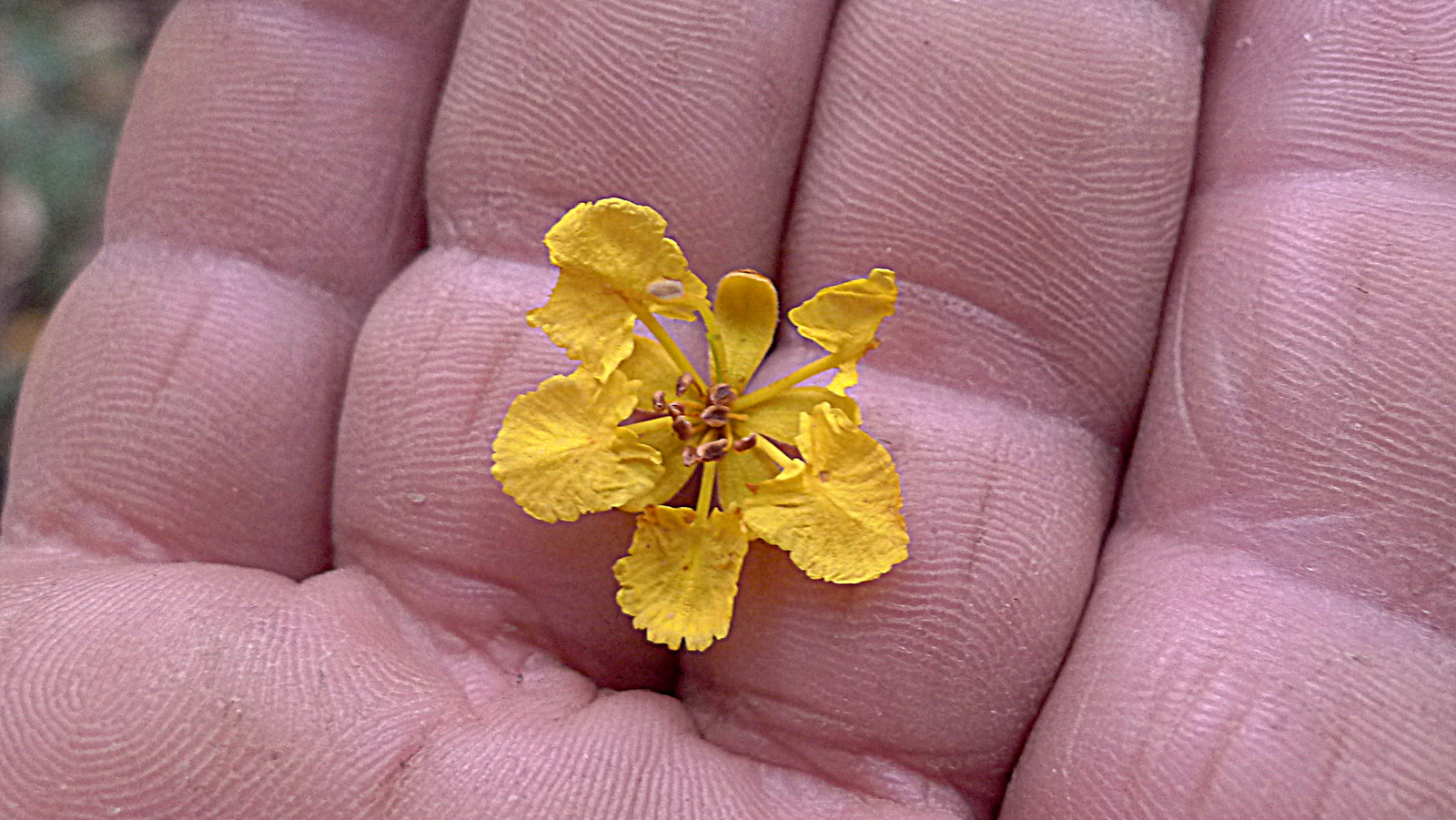
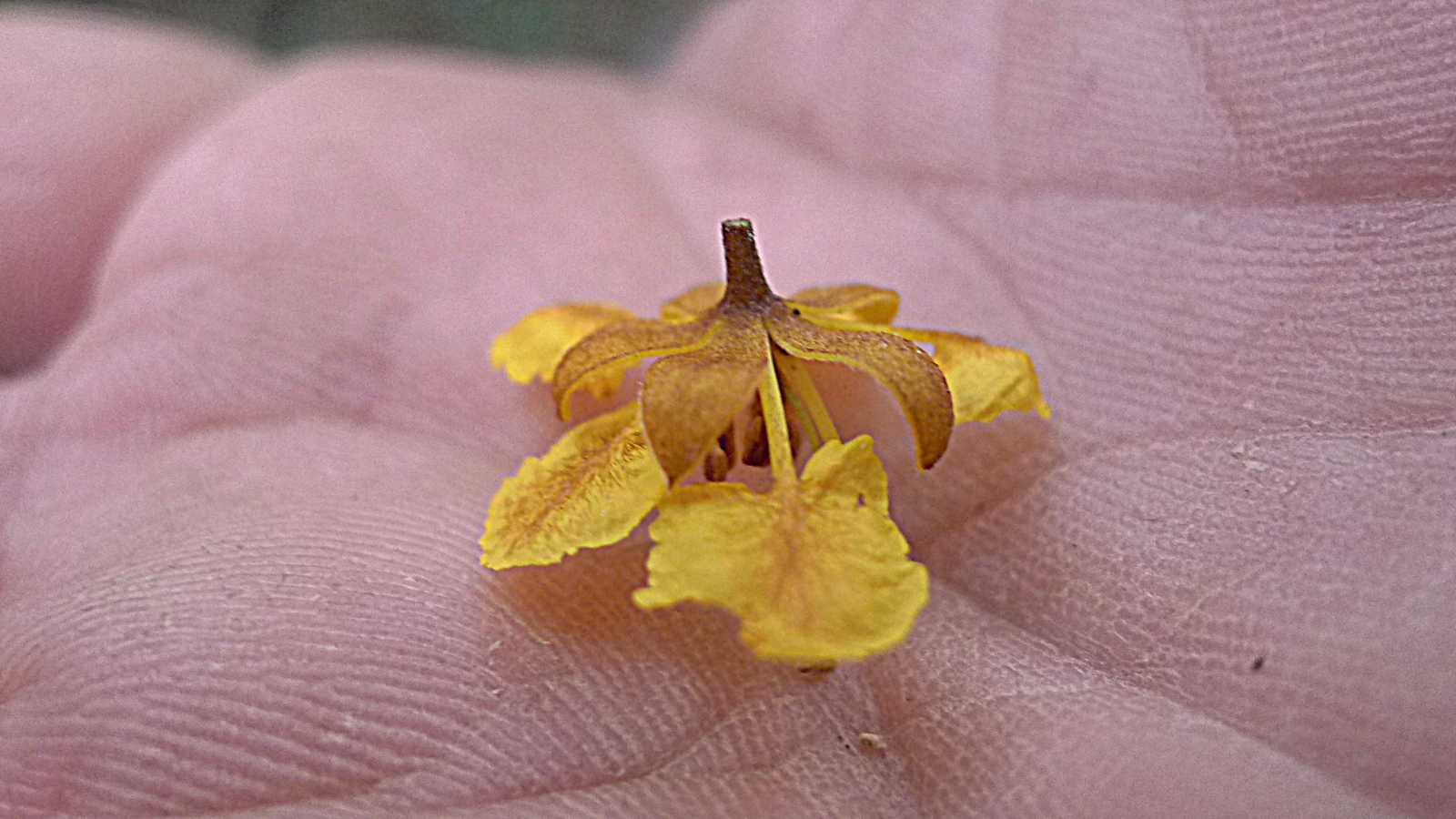
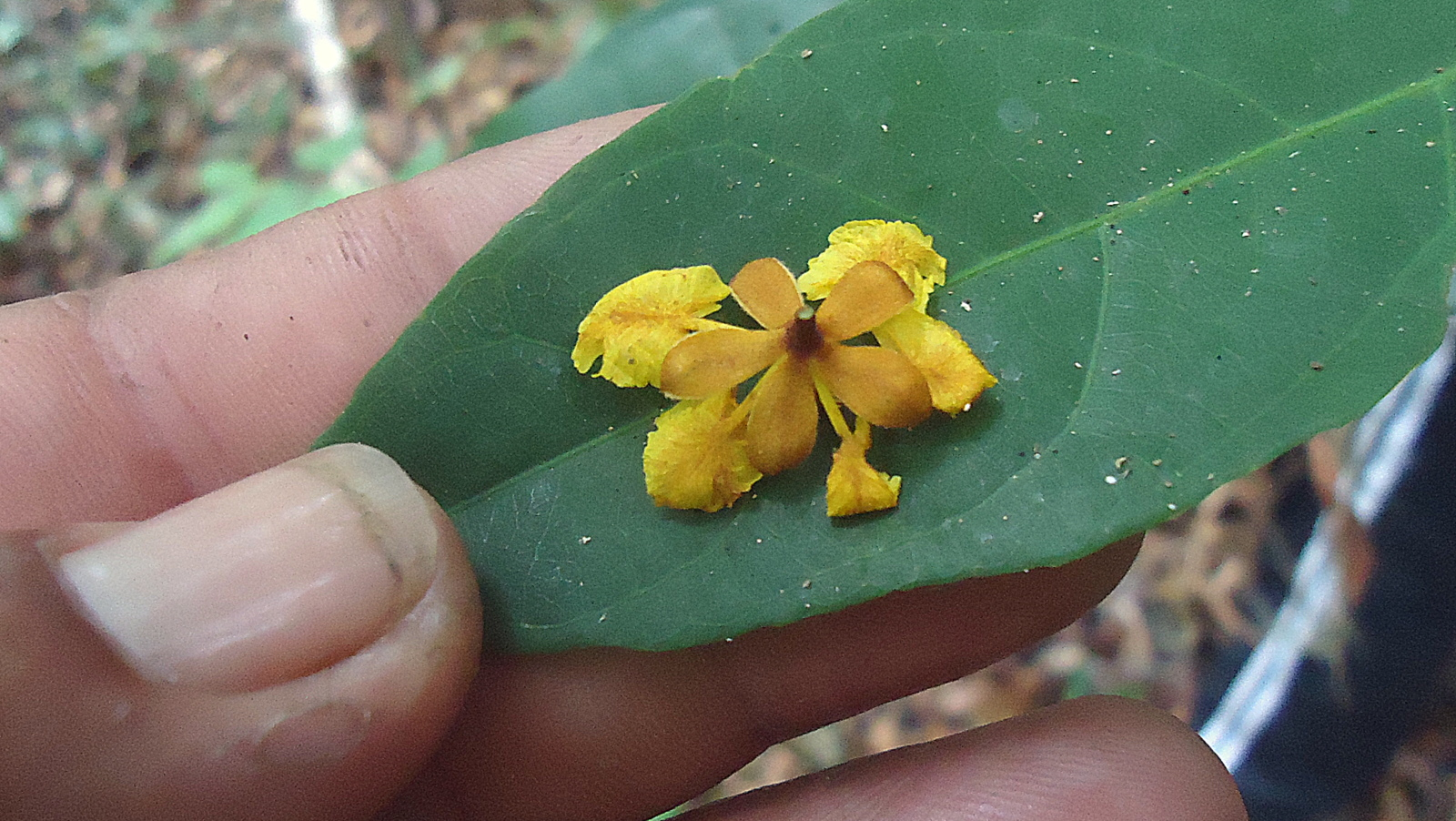